# Jason Shackell
Jason Philip Shackell, född 27 augusti 1983, är en engelsk fotbollsspelare som spelar för Millwall, på lån från Derby County. Han spelade tidigare för Burnley, där han var lagkapten.
Den 25 januari 2018 lånades Shackell ut till Millwall över resten av säsongen 2017/2018.